# Ian James Corlett
Ian James Corlett (ur. 29 sierpnia 1962 w Burnaby) – kanadyjski aktor głosowy. Użyczał głosu m.in. Andy'emu Larkinowi z serialu Ach, ten Andy! w wersji oryginalnej.
Jest żonaty z Sandrą Corlett, z którą ma dwoje dzieci, syna Phila i córkę Claire.

## Wybrane role głosowe
- 1991: Kapitan Zed: strefa snu
- 1992: Przygody T-Rexa
- 1995: Śpiąca królewna – książę Ryszard
- 1999–2001: Wyścigi NASCAR – Mark „Charger” McCutchen
- 2001–2007: Ach, ten Andy! – Andy Larkin
- 2019: Scooby Doo i... zgadnij kto?, odcinek: To elementarne, drogi Kudłaty! – Sherlock Holmes[1]